# Зеленци (село)
Зеленци (серб. Зеленци / Zelenci) — село в общине Баня-Лука Республики Сербской Боснии и Герцеговины. Население составляет 57 человек по переписи 2013 года.